# فرقه
واژه فرقه(به انگلیسی cult/کالت) عبارتی برای اشاره به جنبش‌های نوپدید دینی یا دیگر گروه‌هایی است که اعتقادات آنها یا رفتارهایشان از نظر عموم مردم غیرعادی یا غریب محسوب می‌شود. از واژه فرقه به عنوان ابزاری برای تخریب علیه گروه‌هایی بکار می‌رود که اعتقادات یا رفتارهایی غیرمنطقی دارند، بدون آن که تعریف دقیق و ثابتی از واژه فرقه ارائه شود. فرقه‌ها در دهه ۱۹۳۰ موردتوجه پژوهش‌های علوم اجتماعی در حوزه مطالعه رفتارهای مذهبی قرار گرفتند. این گروه‌ها موردانتقاد جریان غالب مسیحیت قرار داشتند چرا که اعتقاداتشان با قرائت رسمی مسیحیت متفاوت بود. در دهه ۱۹۷۰ جنبش‌های ضدفرقه‌ای به وجود آمدند.
پیدایش جنبش‌های ضدفرقه‌ای تا قدری محصول اعمال خشونت‌آمیز و رفتارهای مجرمانه‌ای بود که توسط اعضای برخی از فرقه‌ها صورت گرفته بود. برخی از مدعیات جنبش‌های ضد فرقه‌ای مورد تردید پژوهشگران قرار گرفت که بعدها به مناقشات بیشتر در این خصوص منجر شد. رفتارهای تبعیض‌آمیز علیه اعضای فرقه‌ها در برخی کشورها موضوعی دنباله‌دار بوده‌است. به‌طور مشابه مسائل مرتبط با فرقه‌های آخرالزمانی و همچنین فرقه‌های مخرب هم به شکل پیوسته موردتوجه بوده‌است. دولت‌ها سیاست‌های گوناگونی را در قبال فرقه‌ها پیگیری کرده‌اند. طیف این سیاست‌ها از تحمل و مدارا تا برخورد خصم‌آمیز کشیده شده‌است. نوع برخورد دولت‌ها با فرقه‌ها نیز از جمله مسائل مناقشه‌برانگیز بوده‌است. واژه فرقه در ابتدا برای تشریح گروهی از مردم استفاده می‌شد که خدایی را می‌پرستیدند. این واژه نخستین‌بار در قرن هفدهم و برای اشاره به بیعت و عهد بستن با یک خدا استفاده شد. این واژه از برابر فرانسوی آن culte با ریشه لاتین cultus به معنای پرستش و صفت cultus به معنای ماوی، پرورش دهنده و پرستیده شده آمده‌است که از فعل colere به معنای رسیدگی کردن یا پرورش دادن مشتق شده‌است.

## خاستگاه جامعه‌شناسی
مفهوم فرقه در سال ۱۹۳۲ و توسط جامعه‌شناس آمریکایی هاوارد بوکر و به عنوان نسخه کامل شده‌ای از تیپ‌شناسی کلیسا-فرقه ارائه شده توسط متخصص الاهیات آلمانی ارنست ترولتش، به دسته‌بندی‌های جامعه شناسان وارد شد. هدف ترولتش این بود که بین سه رفتار مذهبی تفکیک قائل شود، کلیسا (دین)، مذهب (زیرشاخه‌های یک دین) و عرفان. بوکر از دو گروه اول ترولتش چهار دسته استخراج کرد به این ترتیب که کلیسا را به دو گروه کلیسای مسیحی (به معنای یک واحد کلی) و مذاهب (به معنای زیر شاخه‌های مسیحیت مانند کاتولیک، ارتدوکس و …)، و مذهب را به دو گروه اقلیت (به معنای انشعاب مذهبی از شاخه اصلی) و فرقه تقسیم کرد. تعریف بوکر از فرقه برابر تعریف ترولتش از عرفان بود با مفهوم گروه‌های کوچک دینی فاقد سازماندهی، که بر شخصی بودن اعتقادات تأکید دارند. بعدها تقسیم‌بندی‌هایی بر اساس این دسته‌بندی شکل گرفت، با تأکید مضاعف بر فرقه‌ها به عنوان گروه‌های مذهبی انحرافی که «دریافت‌ها شخصی خود را خارج از فرهنگ قالب مذهبی مطرح می‌کنند». اعتقاد غالب بر این است که این اتفاق به تنش‌های شدید بین این گروه و فرهنگ عمومی جامعه‌ای که گروه در آن قرار دارد، منجر می‌شود. این همان اتفاقی است که دربارهٔ اقلیت‌های مذهبی نیز رخ می‌دهد. جامعه شناسان معتقدند که بر خلاف اقلیت‌های مذهبی که محصول یک انشعاب مذهبی هستند و از این رو پیوستگی خود را با اعتقادات و رفتارهای سنتی حفظ می‌کنند، فرقه‌ها به شکل ناگهانی و پیرامون عقاید و مناسک بدیع شکل می‌گیرند.

## جنبش‌های ضد فرقه
در سال‌های دهه ۱۹۴۰، مخالفت‌های طولانی مدت برخی از شاخه‌های مسیحیت در مقابل غیر مسیحیان یا کسانی که کافر، مرتد، مسیحی جعلی یا اختلاطی محسوب می‌شدند، در حرکتی به نام جنبش مسیحی ضد فرقه‌ای مستقر در آمریکا منجر شد. از نظر آنهایی که عضو این جنبش بودند، همه گروه‌های مذهبی که مدعی مسیحیت بودند اما خارج از دایره مسیحیت ارتدوکس پنداشته می‌شدند، فرقه محسوب می‌شدند. فرقه‌های مسیحی جنبش‌های نوپدید دینی بودند که پس زمینه‌ای از مسیحیت داشتند اما از نگاه دیگر کلیساها دارای عقاید انحرافی محسوب می‌شدند. پژوهشگر مسیحی والتر مارتین کتابی تأثیرگذار به نام پادشاهی فرقه‌ها منتشر کرد و در آن فرقه‌های مسیحی را به این شکل تعریف کرد که آنها کسانی هستند که به جای پیروی از قرائتی از انجیل که مورد قبول جریان اصلی مسیحیت
است، دنباله روی نظرات شخصی یک نفر شده‌اند. او از گروه‌هایی چون کلیسای عیسی مسیح قدیسین آخرالزمان، مسیحیت علمی، شاهدان یهوه، جهانی‌سازی توحید و یگانگی به عنوان مصادیق این موضوع یاد می‌کند.
در اوایل دهه ۱۹۷۰، جنبشی سکولار علیه گروه‌های فرقه‌ای شکل گرفت. سازمان‌هایی که جنبش ضد فرقه (ACM) را به راه انداختند بیشتر خانواده‌های کسانی بودند که دین خود را با پیوستن به این فرقه‌ها تغییر داده بودند. این خانواده‌ها بر این اعتقاد بودند که عزیزانشان به خواست خودشان قادر به ایجاد تغییرات چندانی در زندگیشان نیستند. برخی از روانشناسان و جامعه شناسانی که در این حوزه کار می‌کردند، دلیل این نظر خانواده‌ها را این می‌دانستند که از روش‌های شستشوی مغزی برای وفادار نگاه داشتن اعضای فرقه‌ها استفاده شده بود. این ایده که فرقه‌ها اعضای خود را شستشوی مغزی می‌دادند به یک تم واحد منتقدان فرقه‌ها تبدیل شد. حتی در لایه‌های افراطی‌تر جنبش ضد فرقه از تکنیک‌هایی موسوم به برنامه زدایی اجباری اعضای فرقه‌ها به عنوان روشی مرسوم یاد می‌شد. در رسانه‌های ارتباط جمعی و در بین عموم مردم واژه فرقه مفهوم ضمنی منفی پیدا کرد. این واژه یادآور اقداماتی چون آدم‌ربایی، شستشوی مغزی، سوءاستفاده روانی، سوءاستفاده جنسی و دیگر رفتارهای مجرمانه و نیز کشتار جمعی بود. هم‌زمان با این که وجود اکثر این کیفیات منفی فقط در تعداد خیلی اندکی از گروه‌های نوپدید دینی به شکل مستند اثبات شده بود، فرهنگ عمومی بیشتر آن را بر روی هر گروه مذهبی که به عنوان منحرف محسوب می‌شود بسط می‌دهد، هرچند که فعالیت آنها صلح‌آمیز و قانونمند باشند.
منتقدان سکولار فرقه‌ها، مانند اعضای جنبش ضد فرقه، تمایل به این دارند که فرقه را به عنوان گروهی تعریف کنند که گرایش به دستکاری، استثمار یا کنترل اعضایشان دارند. فاکتورهای ویژه‌ای که برای رفتارهای فرقه‌ای برشمرده می‌شوند عبارتند از، کنترل ذهنی اعضا از طریق دستکاری ساختار ذهنی و به شکل اقتدارگرایانه، ساختار کمونی (ایزوله شده از جهان خارج) و توتالیتر، تبلیغ ایدئولوژیک شدید، برنامه‌های سیستماتیک تلقین، و بقا در طبقه متوسط جامعه. رسانه‌ها بلافاصله به دنبال جریان به وجود آمده به راه افتادند و دانشمندان علوم اجتماعی که هوادار جریان ضد فرقه بودند (و معمولاً هم روان‌شناس بودند) مدل‌های پیچیده‌تری را برای شستشوی مغزی معرفی نمودند. همزمان با این که برخی از روانشناسان پذیرای چنین تئوری‌هایی بودند، جامعه شناسان نسبت به قابلیت این تئوری‌ها در توضیح دادن چرایی پیوستن به جنبش‌های نوپدید دینی مشکوک بودند. در اواخر دهه ۱۹۸۰ روانشناسان و جامعه شناسان شروع به کنار گذاشتن تئورهایی چون شستشوی مغزی و کنترل ذهن کردند. هرچند آنها ممکن است معتقد باشند که مکانیزم‌های کمتر اجباری برای تأثیرگزاری بر ذهن اعضای این گروه‌ها وجود دارد، با این حال به این نتیجه رسیدند که عضویت در جنبش‌های نوپدید دینی در اصل محصول یک انتخاب آگاهانه و منطقی است.

## جنبش‌های نوپدید دینی
به مرور بیشتر جامعه شناسان و پژوهشگران دینی نیز شروع به کنار گذاشتن واژه فرقه نمودند، چرا که تداعی‌گر مفاهیم منفی در اذهان عمومی بود. برخی هوادار استفاده از لغات جدیدی چون جنبش نوپدید دینی، دین جایگزین یا دین جدید برای بیشتر گروه‌هایی بودند که از آنها به عنوان فرقه یاد می‌شد. اما کماکان هیچ‌کدام از این اصطلاحات چندان موفقیتی در جا افتادن در فرهنگ عمومی یا رسانه‌ها پیدا نکردند. دیگر پژوهشگران سعی دارند که واژه فرقه را از گرو این مناقشات آزاد کرده تا آن را به عنوان یک مفهوم خنثی برای گفتمان‌های علمی به کار بگیرند. پژوهشگران تخمین می‌زنند که تعداد جنبش‌های نوپدید دینی، که برخی از آنها (و نه همه‌شان) برچسب فرقه خورده‌اند، در سراسر جهان به ده‌ها هزار گروه می‌رسد. ریشه بسیاری از این گروه‌ها در آسیا یا آفریقا قرار دارد. اکثریت غالب این گروه‌ها تعداد انگشت شماری عضو دارند. شمار اعضای برخی از آنها به هزاران تن می‌رسد و فقط تعداد معدودی بیش از یک میلیون عضو دارند. در سال ۲۰۰۷ یک پژوهشگر دینی به نام ایلیا سیگلر این‌گونه نظر داد که هرچند عقاید هیچ‌کدام از جنبش‌های نوپدید دینی به عقیده غالب در هیچ‌کدام از کشورها تبدیل نشده‌است اما بسیاری از مفاهیمی که نخستین‌بار توسط آنها ارائه می‌گردد (که بیشتر به عنوان ایده‌های عصر جدید شناخته می‌شوند) به بخشی از فرهنگ غالب جهانی تبدیل شده‌اند.

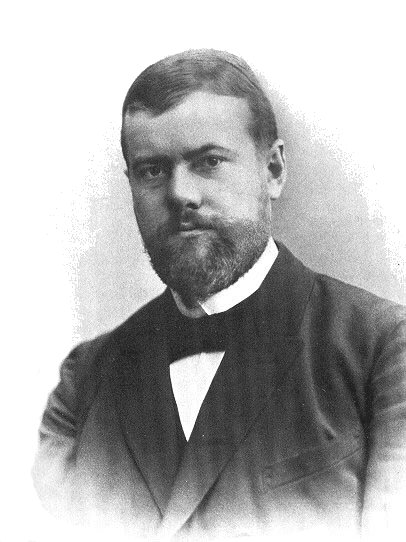
ماکس وبر (۱۸۶۴ – ۱۹۲۰)، یکی از نخستین پژوهشگران مطالعات فرقه‌ها.

ماکس وبر (۱۸۶۴ – ۱۹۲۰)، دریافت که فرقه‌هایی که مبتنی بر رهبری کاریزماتیک هستند، بیشتر فرایند ایجاد و نهادینه‌سازی کاریزماهای جدید را دنبال می‌کنند.
جامعه‌شناس روی والیس (۱۹۴۵–۱۹۹۰) استدلال کرد که ویژگی اصلی یک فرقه فرد محوری معرفت شناسانه است، و منظور او از این اصطلاح آن بود که حوزه اقتدار یک فرقه بر هر یک از اعضایش هیچ مرز مشخصی ندارد. بر اساس تعریف والیس، فرقه‌ها عموماً گروه‌هایی هستند که جهت‌گیری‌شان به سمت مشکلات اعضا است، ساختار منسجمی ندارند، اهل مدارا هستند، غیر انحصاریند، درخواست‌های اندکی از اعضایشان دارند، مرز روشنی بین اعضا و غیر اعضا ندارند، ایجاد یا لغو عضویت اعضایشان سریع است و اعتقادات پایداری ندارند و مرزهای اعتقادیشان مبهم است. والیس مدعی است که فرقه‌ها محصول محیط فرقه‌ای هستند. دو جامعه‌شناس آمریکایی به نام‌های رودنی استارک و ویلیام سیمس بینبریج نظرشان این است که شکل‌گیری فرقه‌ها را می‌توان با تئوری انتخاب آگاهانه توضیح داد. این دو در کتاب آینده دین این گونه ابراز نظر می‌کنند که … همه ادیان در ابتدا جنبش‌های فرقه‌ای گمنام، ضعیف و منحرف هستند.
پویایی‌شناسی روانی ملحق شوندگان به فرقه‌ها
در اوایل دهه ۱۹۶۰جامعه‌شناسی به نام جان لوفلند برای مدتی با میسیونری کلیسای اتحاد (متعلق به یونگ اون کیم) در کالیفرنیا، به همراه تعدادی از اعضای آمریکایی کلیسا زندگی کرد و فعالیت‌های آنها را برای تبلیغ اعتقاداتشان و جذب اعضای جدید مطالعه نمود. او متوجه شد که بیشتر تلاش‌های آنها کارآمدی لازم را نداشت و بسیاری از کسانی که به آنها پیوستند این کار را به خاطر روابط شخصی‌شان با اعضا که عموماً نسبت خانوادگی بود انجام می‌دادند. لوفلند یافته‌های خود را در سال ۱۹۶۴ در تز دکتری خود به نام نجات دهندگان جهان، مطالعه میدانی فرایندهای فرقه‌ای و در سال ۱۹۶۴ در کتابی به نام فرقه روز واپسین، مطالعه تغییر، تبلیغ و وفاداری به ایمان منتشر شده توسط پرنتیس-هال منتشر کرد. این کتاب به عنوان یکی از مهم‌ترین و پرارجاع‌ترین مطالعات مربوط به فرایند تغییر دین محسوب می‌شود. مایکل لانگون، مدیر اجرایی انجمن بین‌المللی مطالعات فرقه‌ای سه مدل جدا از هم برای تغییر دین ارائه می‌دهد. بر اساس مدل عامدانه لانگون (deliberative model)، دلیل اولیه پیوستن مردم به فرقه‌ها، نوع نگاه آنها به آن گروه خاص است. لانگون معتقد است که بیشتر جامعه شناسان و پژوهشگران دینی طرفدار این مدل هستند. بر اساس مدل محرک‌های فکری (psychodynamic model)، که برخی از متخصصان بهداشت روانی طرفدار آن هستند، افراد جذب فرقه‌ها می‌شوند تا نیازمندی‌های ناخودآگاه روانی‌شان را برآورده کنند؛ و در نهایت بر اساس مدل اصلاحات اندیشه‌ای (thought reform model)، دلیل پیوستن افراد به فرقه‌ها نیازمندی‌های روانی ناخودآگاهشان نیست بلکه این تأثیرات گروه است که باعث دستکاری‌های روانی می‌شود. لانگون مدعی است که آن دسته از کارشناسان بهداشت روانی که ارتباط مستقیم‌تری با تعداد زیادی از فرقه گرایان داشته‌اند از مدل سوم طرفداری می‌کنند.
برخی از پژوهشگران موافق یک دیدگاه خاص (از سه مدل فوق) یا ترکیبی از عناصر موجود در آنها هستند. مطابق نظر مارک گالانتر، استاد روان‌پزشکی دانشگاه نیویورک، افراد به دلایلی چون احساس تعلق به یک گروه و همچنین نیازهای معنوی به فرقه‌ها می‌پیوندند. جامعه شناسانی چون استارک و بینبریج در بررسی فرایندی که افراد به گروه‌های پیرو ادیان جدید می‌پیوندند حتی در صحیح بودن به‌کارگیری مفهوم تبدیل دین تردید کرده‌اند و در عوض وابستگی را برای بیان این حالت مفهوم مفیدتری می‌دانند.
اعضای بریده از فرقه
رونالد بورکس پژوهشی دربارهٔ مقایسه رتبه‌های درجه سوءاستفاده روانی گروه (GPA) و درجه ضریب اختلال عصبی (NIS) بین ۱۳۲ عضو سابق فرقه‌ها انجام داد و نتیجه گرفت که ارتباط مثبتی بین محیط اصلاح (که با GPA اندازه‌گیری می‌شود) و اختلال شناختی (که با NIS اندازه‌گیری می‌شود) وجود دارد. علاوه بر این مطالعات بورکس نشان داد که پتانسیل آموزش در این گونه افراد پایین می‌آید که با مطالعات پیشین در این خصوص (مارتین ۱۹۹۳، سینگر و افشه ۱۹۹۰، وست و مارتین ۱۹۹۴) مطابقت دارد. همچنین مطالعات بورکس میزان قابل توجهی از افسردگی و انزواء را در این افراد نشان داد که با یافته‌های کنوی و زیگلمن ۱۹۸۲، لوئیس و بروملی ۱۹۸۷ و مارتین و همکارانش ۱۹۹۲ مطابقت دارد. جامعه شناسان بروملی و هادن متوجه فقدان شواهد تجربی موید ادعاها دربارهٔ عواقب سابقه عضویت در یک فرقه یا یک مذهب و همچنین شواهد نافی این عواقب شدند. این موضوع شامل این واقعیت می‌شود که اکثریت قریب به اتفاق کسانی که به عضویت جنبش‌های نوپدید دینی درآمده بودند، آن را در کمتر از دو سال ترک کردند و اکثریت قریب به اتفاق کسانی که این گروه‌ها را ترک کردند آن را با اراده خودشان انجام داده بودند و ۶۷ درصد آنها احساس می‌کردند که عاقل‌تر شده‌اند. بر طبق نظر ف. درکس و جی وان در لانس آسیب‌های پس از ترک فرقه، برای همه افراد یکسان نیست. در حالی که ترک فرقه عاری از ایجاد مشکلات روانی و اجتماعی نیست، اما ویژگی‌ها و شدت این مشکلات به میزان زیادی به گذشته فرد، ویژگی‌های او و دلایل ترک گروه بستگی دارد. گزارش کمیسیون دولتی سوئد دربارهٔ جنبش‌های نوپدید دینی (به انگلیسی: Swedish Government's Commission on New Religious Movements) منتشر شده در سال ۱۹۹۸ اعلان می‌کند که اکثریت غالب اعضای این جنبش‌ها در حوزه ایده‌ها یا دکترین‌های که مرتبط با نیازهای شخصیشان تجارب مثبتی از عضویتشان در این گروه‌ها دارند و همچنین جداشدنشان از این گروه‌ها معمولاً تجربه‌ای ناخوشایند است چرا که آنها با آن تجارب مثبت احساس غنا می‌کردند. هرچند این گزارش شرح می‌دهد که بخش کوچکی از کسانی که جدا می‌شوند نیازمند کمک و پشتیبانی هستند (صد نفر از بین پنجاه هزار نفر)، اما در گزارش هیچ گونه منابعی برای بازپروری این افراد پیشنهاد نمی‌کند چرا که این موارد نادر هستند.
نقش اعضای بریده از گروه، به شکل گسترده‌ای توسط پژوهشگران علوم اجتماعی بررسی شده‌است. انگیزه‌های آنها، نقشی که آنها در جنبش ضد فرقه بازی می‌کنند، اعتبار شهادتشان، و انواع روایتی که آنها بیان می‌کنند همگی مورد مناقشه بوده‌اند. برخی پژوهشگران همچون دیوید جی بروملی، انسون شیوپ و برایان آر ویلسون اعتبار شهادتی را که اعضای سابق و منتقدین کنونی این گروه‌ها بیان می‌کنند، زیر سؤال برده‌است. ویلسون به بحث دربارهٔ داستان قساوت می‌پردازد که شخص جدا شده از گروه این داستان را تمرین و تکرار می‌کند تا توضیح دهد که چطور از طریق دستکاری ذهن، اجبار و فریبکاری او به استخدام گروهی درآمد که اکنون آن را محکوم می‌کند. استیوارت ای رایت به بررسی تفاوت بین شخص جدا شده روایتگر و نقش شخص مرتد می‌پردازد با این ادعا که اولی از الگوی قابل پیش‌بینی پیروی می‌کند که در آن او روایتی از دوران اسارتش را با تأکید بر وقوع دستکاری ذهن، به دام افتادن و قربانی شیوه‌های شیطانی فرقه‌ای شدن بیان می‌کند. این گونه روایتگران روایت خود را بر پایه‌ای از تم گروگان نجات پیدا کرده قرار می‌دهند که در آن فرقه‌ها با اردوگاه‌های اسیران جنگی شبیه‌سازی می‌شوند و برنامه شستشوی مغزی آنها به مثابه تلاش‌های قهرمانانه برای نجات. استیوارت ای رایت همچنین مرزی بین جدا شده‌ها و مرتدها ترسیم می‌کند با این ادعا که فارغ از اعتباری که متون عمومی و رسانه‌های زرد به داستان‌های نجات اعضای سابق فرقه‌ها می‌دهند، مطالعات تجربی نشان می‌دهد که جداشدگان از جنبش‌های نوپدید دینی عموماً واکنش‌های هوادارانه، دلسوزانه یا حداقل ترکیبی از این دو را نسبت به گروه سابق خود نشان می‌دهند.
بدنام‌سازی و تبعیض
پس از مباحثات چالش‌برانگیز دهه ۱۹۷۰ دربارهٔ فرقه‌ها و به دلیل استفاده رو به تزاید واژه‌های فرقه و رهبر فرقه به عنوان یک واژه توهین‌آمیز، برخی از پژوهشگران و همچنین گروه‌هایی که از آنها به عنوان فرقه یاد می‌شد استدلال کردند که استفاده از این لغات بایستی متوقف شود. کاترین وسینگر (دانشگاه لویالا، نیو اورلئان) مدعی است که واژه فرقه مشابه دشنام‌های نژادپرستانه یا عبارات موهنی است که علیه زنان و هم جنس گرایان به کار می‌روند و به همان اندازه متعصبانه و توهین‌آمیز هستند. او معتقد است که آگاه شدن مردم از بار متعصبانه‌ای که این واژه با خود حمل می‌کند اهمیت دارد. او سعی دارد که توجه را به سمت این موضوع جلب کند که استفاده از این واژه باعث گرفتن هویت انسانی اعضای گروه و همچنین بچه‌های آنها می‌شود. بر پایه دیدگاه او با برچسب زدن یک انسان به عنوان یک موجود دست دوم، استفاده از خشونت را علیه گروه توجیه می‌کند. هم‌زمان او معتقد است که چسباندن برچسب فرقه به یک گروه باعث می‌شود که خیال مردم راحت شود چرا که مسئولیت خشونت ناشی از دین از شانه ادیان سنتی برداشته می‌شود و بر گردن دیگرانی می‌افتد که به عنوان گروه‌های منحرف محسوب می‌شوند. در نتیجه این موضوع در نظر گرفته نمی‌شود که اقداماتی چون سوءاستفاده از کودکان، سوءاستفاده جنسی، اخاذی و اقدامات مسلحانه به دست معتقدان به جریانات اصلی ادیان صورت گرفته‌است. محصول این اتفاق این است که کلیشه فرقه پرهیز از رودررو شدن با این واقعیت ناخوشایند را آسان‌تر می‌کند. در بریتانیا دادستانی و همچنین شورای ادینبورگ قانونی وضع کرده‌اند که بر اساس آن واژه فرقه بر اساس آنچه در قانون عمومی تعریف شده‌است تهدیدآمیز یا توهین‌آمیز نیست و مخالفتی دربارهٔ استفاده از این واژه در اعتراضات عمومی نیست. جامعه‌شناسی به نام امی ریان معتقد است که بایستی بین گروه‌هایی که ممکن است خطرناک باشند و گروه‌های مسالمت‌جو تمایز قائل شد. ریان به تفاوت قابل توجهی که بین تعاریف دو گروه جداگانه منتقدان فرقه اشاره می‌کند؛ منتقدانی که بر جنبه‌های منفی این گروه‌ها متمرکزند در مقایسه با جامعه‌شناسانی که سعی دارند تعاریفی بی‌طرفانه و بدون جهت ارائه کنند. حتی خود این جنبش‌ها هم ممکن است تعارف گوناگونی از دین داشته باشند. جرج چریسیدز هم معتقد است که ارائه تعاریف بهتر ضروری است تا مبنای عمومی و فراگیر برای مباحثات وجود داشته باشد.
این تعاریف فارغ از مباحثات پژوهشگران، دارای تأثیرات سیاسی و اخلاقی نیز هستند. در کتاب تعریف دین در قوانین آمریکا بروس جی کازینو این موضوع را به اندازه قوانین حقوق بشر دارای اهمیت می‌داند. تحدید تعریف دین ممکن است که در آزادی ادیان مداخله کند، در عین حال که تعاریف باز و فراگیر از آن ممکن است بهانه نامحدودی به دست گروه‌های خطرناک یا سوءاستفاده گر بدهد تا الزامات قانونی که بروفق مرادشان نیست را رعایت نکنند.
فرقه‌های آخرالزمانی
فرقه‌های آخرالزمانی اصطلاحی است که برای اشاره به گروه‌هایی که به آخرالزمان و انقلاب هزاره معتقدند، استفاده می‌شود. این واژه ممکن است اشاره به گروه‌هایی کند که به پیش‌بینی فاجعه آخرالزمان معتقدند یا گروه‌هایی که در صدد محقق کردن آن هستند. در پژوهشی روانشناسانه که در سال ۱۹۹۷ توسط فستینگر، ریکن و شاچتر انجام شد دیده شد که افراد زمانی به سمت جهان بینی‌های آخرالزمانی گرایش پیدا می‌کنند که از پیدا کردن مفاهیم در جریانات اعتقادی غالب ناامید می‌شوند. لئون فستینگر و همکارانش اعضای یک فرقه آخرالزمانی را برای چندین ماه زیر نظر گرفتند، و مکالمات بین آنها را قبل و پس از این که یکی از پیش‌گویی‌های رهبرکاریزماتیک‌شان محقق نشد ثبت کردند. اعضای فرقه معتقد بودند که در ۲۱ دسامبر سال ۱۹۵۵ عمده نیم کره غربی به دلیل وقوع یک سیل مخرب نابود خواهد شد. بعدها پژوهش‌های آنها در کتابی به نام وقتی که پیشگویی محقق نمی‌شود مطالعه جامعه‌شناسانه و روانشناسانه گروهی مدرن که نابودی جهان را پیش‌بینی کردند منتشر شد.
فرقه‌های سیاسی

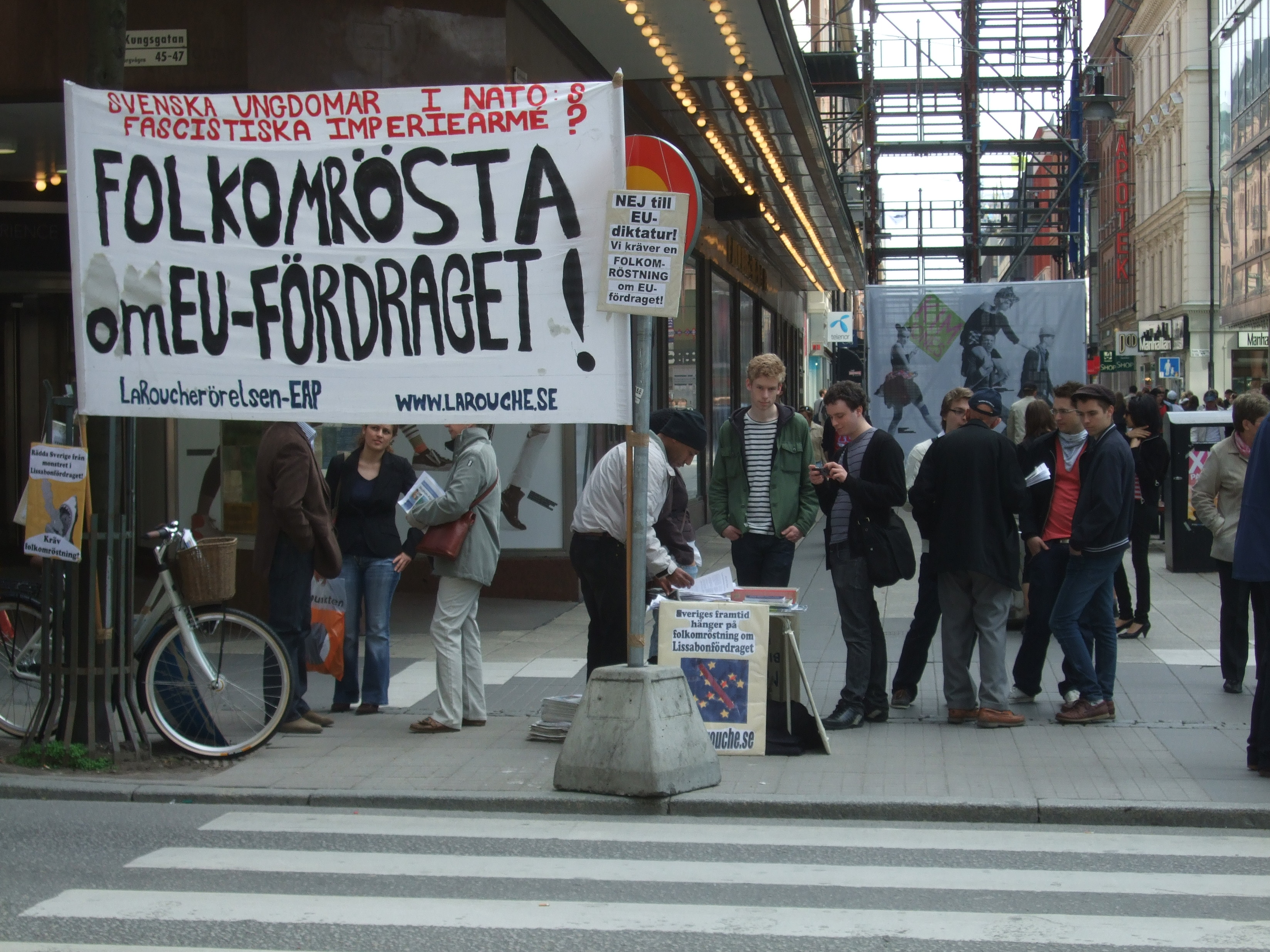
اعضای جنبش لاروش در استکهلم، در اعتراض به قرارداد لیسبون.

فرقه‌ای است که انگیزه اصلی آن فعالیت سیاسی و ایدئولوژی است. آن دسته از گروه‌هایی که برخی از نویسندگان با نام فرقه سیاسی به آنها اشاره می‌کنند و بیشتر تفکرات چپ افراطی یا راست افراطی را دنبال می‌کنند، توجه برخی روزنامه‌نگاران و پژوهشگران را به خود جلب کرده‌اند. در سال ۲۰۰۰، دنیس توریش و تیم ولفورث کتابی را به نام قرار گرفته بر لبه فرقه‌های سیاسی چپ و راست منتشر کردند که در آن دوازده سازمان فعال در ایالات متحده و بریتانیا را که آنها آن سازمان‌ها را فرقه می‌دانستند، مورد بررسی قرار دادند. توریش در مقاله‌ای جداگانه اینطور می‌گوید که از نظر او همان‌طور که این مقاله در صدد توضیح آن است، واژه فرقه لغتی توهین‌آمیز نیست. این واژه چیزی نیست جز یک نام برای تداعی کردن مجموعه‌ای از اعمال که در طیفی از سازمان‌های ناکارآمد مشاهده شده‌است. جنبش لاروش و فدراسیون ملی کارگری جینو پارنته نمونه‌هایی از گروه‌های سیاسی مستقر در آمریکا هستند که از آنها به عنوان فرقه یاد می‌شود. به عنوان نمونه‌ای دیگر می‌توان از حزب کارگران دموکرات یاد کرد که توسط مارلین دیکسون بنیان‌گذاری شد و اکنون از بین رفته‌است. تاریخ نقادانه این حزب در کتاب انتخاب محدود نوشته جانیا ای لالیج، جامعه‌شناس و عضو سابق این حزب نوشته شده‌است. پیروان آین رند در زمان حیات او توسط اقتصاددان مورای ان روثبارد و پس از مرگش توسط مایکل شرمر در طبقه‌بندی فرقه‌ها قرار گرفتند. هسته مرکزی پیرامون رند به هم پیوسته نام داشتند و اکنون این گروه از بین رفته‌است (گروه اصلی که اکنون اندیشه‌های رند را منتشر می‌کند مؤسسه این رند نام دارد). هرچند هسته مرکزی این گروه مبلغ فلسفه فردگرایی بودند، روثبارد مدعی شد که آنها به سبک سازمان‌های لنینیستی سازماندهی شده بودند.
در بریتانیا حزب کارگران انقلابی، که یک حزب تروتسکی‌گرا تحت رهبری جری هیلی و با پشتیبانی قاطع هنرپیشه وانسا ردگریو بود، در دهه‌های ۱۹۷۰ و ۱۹۸۰ توسط برخی از کسانی که خود عضو جنبش تروتسکیست بودند به عنوان یک فرقه یا دارای نشانه‌های شبیه به فرقه‌ها شناخته شد. توریش و ولفورث هم این گروه را فرقه می‌دانند. یک عضو سابق این گروه به نام باب پیت در کتاب توریش و ولفورث تصدیق می‌کند که گروه ویژگی‌های شبیه به فرقه داشت اما اینطور استدلال می‌کند که گروه بیشتر از این که چپ افراطی باشد، چپ افراطی بودنش باعث شد که گروه غیرعادی باشد و در نتیجه چپ‌گراها با آن به عنوان بخش منفور در چپ انقلابی برخورد می‌کردند. گروه مبارزه کارگران (به فرانسوی: LO, Lutte ouvrière) در فرانسه ظاهراً توسط آرلت لاکوئیله اداره می‌شد اما در دهه ۱۹۹۰ معلوم شد که رئیس اصلی روبرت بارسیا بوده‌است. از این گروه بیشتر به عنوان یک فرقه انتقاد می‌شده‌است. از جمله کسانی که چنین انتقاداتی داشتند می‌توان به دانیل کوهن بندیت و برادر بزرگترش گابریل کوهن بنیت و روزنامه‌های لیمانی و لیبراسیون اشاره کرد. نویسنده فرانسوی سیریل لتالک در کتابش به نام فرقه‌های سیاسی برخی گروه‌های مذهبی به عنوان فرقه‌هایی که دستی در سیاست دارند یاد می‌کند، مانند اتحادیه کاتولیک‌های ضد اصلاحات، دفتر فرهنگی کلونی، آکروپولیس جدید، سوکا گاکای، مأموریت نور الهی، خصوصیت خانواده سنتی، لونگو مای، کلوپ سوپرمن و انجمن تبلیغ هنرهای صنعتی.

## اقتدارگرایی و فرقه شخصیت
اقتدارگرایی (یا حکومت اقتدارگرایان) اصطلاحی است که برخی دانشمندان علوم سیاسی برای معرفی یکی سیستم سیاسی استفاده می‌کنند که در آن حکومت بر مردم اعمال قدرت کامل می‌کند و در تلاش است که حتی الامکان بر تمامی حوزه‌های عمومی و خصوصی سیطره پیدا کند. اقتدارگرایی حالت مرسوم فرقه‌های سیاسی است به ویژه وقتی که به اعمال حاکمیت سیاسی در حوزه‌های بزرگ‌تری در سطح یک کشور دست می‌یابند. مفهوم اقتدارگرایی برای نخستین‌بار در دهه ۱۹۲۰ و به عنوان مفهومی دارای بار مثبت توسط فاشیست‌های ایتالیا معرفی شد. در دوره جنگ سرد این مفهوم تبدیل به اصلی‌ترین گفتمان سیاسی غرب ضد کمونیست شد تا از این طریق شباهت‌های بین آلمان نازی و دیگر رژیم‌های فاشیستی با شوروی کمونیستی برجسته گردد. کارل فریدریش و زیبگییو برژینسکی که دو دانشمند علوم سیاسی هستند نخستین کسانی بودند که استفاده از واژه اقتدارگرایی را به سطح دانشگاه‌ها، علوم اجتماعی و پژوهش‌های حرفه‌ای کشاندند و آن را به عنوان یک ویژگی عمومی اتحاد جماهیر شوروی و رژیم‌های فاشیستی بازخوانی کردند. آنها استدلال کردند که یک سیستم اقتدارگرا واجد شش ویژگی زیر هستند به‌طوری‌که هر ویژگی تشدیدکننده ویژگی دیگر است. این ویژگی‌ها عبارتند از،
1. یک ایدئولوژی هادی طراحی شده.
2. یک حزب حاکم اصلی که معمولاً توسط یک دیکتاتور رهبری می‌شود.
3. یک سیستم ترور که از خشونت و پلیس مخفی استفاده می‌کند.
4. در اختیارکامل گرفتن تسلیحات.
5. در اختیار کامل گرفتن وسایل ارتباط جمعی.
6. مرکزیت کنترل و جهت دهی اقتصاد از طریق طرح‌های دولتی.

ویژگی سوم از شش ویژگی فوق برابر همان گرایش رفتاری است که در فرقه‌های مخرب دیده می‌شود. شکلی افراطی از اقتدارگرایی در کتاب هزار و نهصد و هشتاد و چهار نوشته جرج ارول به تصویر کشیده شده‌است.
ایجاد فرقه شخصیت پیرامون رهبر فرقه‌های سیاسی یکی از محوریت‌های اصلی اعمال ویژگی پنجم از شش ویژگی سیستم‌های اقتدارگراست که توسط فریدریش و برژینسکی معرفی شدند. به‌طور کلی یک فرقه شخصیت وقتی به وجود می‌آید که شخص از وسایل ارتباط جمعی، تبلیغات سیاسی یا دیگر روش‌ها بهره می‌گیرد تا از خود شخصیتی ایده‌آل، قهرمانانه، و گاهی شبه خدایی ایجاد کند. این کار بیشتر از طریق چاپلوسی‌ها و ستایش‌هایی که امکان انتقاد کردن از آنها وجود ندارد انجام می‌شود. جامعه‌شناس ماکس وبر طبقه‌بندی سه جانبه از حاکمیت ارائه کرد که در آن فرقه شخصیت مشابه آن چیزی است که وبر از آن به عنوان حاکمیت کاریزماتیک یاد می‌کند. یک فرقه شخصیت مشابه اسطوره پرستی است، با این تفاوت که فرقه شخصیت توسط وسایل ارتباطات جمعی و تبلیغات رسانه‌ای ایجاد می‌شود. فرقه‌های شخصیت در ابتدا در ارتباط با رژیم‌های اقتدارگرا تعریف شد. این رژیم‌ها به دنبال این بودند که جامعه را به سمت عقاید افراطی بکشانند بیشتر یک رهبر در ارتباط با این انتقال انقلابی قرار می‌گرفت و با او به عنوان هدایت‌گر خیرخواه ملت یاد می‌شد که بدون او این انتقال به سمت آینده بهتر رخ نخواهد داد. این موضوع به‌طور کلی توجیه‌گر رویش فرقه‌های شخصیتی بود در جامعه‌های اقتدارگرا در طول قرن بیستم بود. نمونه‌هایی از چنین فرقه‌های شخصیتی عبارتند از، آدولف هیتلر، بنیتو موسولینی و ژوزف استالین.

### نمونه‌هایی از فرقه شخصیت
کره شمالی
روزنامه‌نگار بردلی مارتین فرقه شخصیت در نظام پدر- پسری کره شمالی را در کتابی به نام رهبر بزرگ کیم ایل سونگ و رهبر عزیز کیم جونگ ایل مستند کرد. در سال ۱۹۷۹ و وقتی که او به کره شمالی سفر کرده بود اینچنین نوشت که تقریباً کل موسیقی، هنر و کنده کاری که او با آنها برخورد کرده بود به ستودن رهبر بزرگ کیم ایل سونگ اختصاص داده شده بود، که فرقه شخصیت او در حال بسط داده شدن به پسرش یعنی رهبر عزیز کیم جونگ ایل بود. کیم ایل سونگ این موضوع که او یک فرقه در پیرامون خودش شکل داده‌است را رد کرد و کسانی که چنین ادعایی را مطرح کردند را به نفاق متهم کرد.
پژوهش‌هایی که در آمریکا دربارهٔ آزادی مذاهب انجام شد مشاهدات مارتین که در آن یک بچه مدرسه‌ای اهل کره شمالی یادگرفته بود که از کیم ایل سونگ به خاطر همه برکاتش تشکر کند را به عنوان بخشی از فرقه تأیید کرد. نشانه‌های تداوم فرقه کیم ایل سونگ تا قرن بیست و یکم (علی‌رغم مرگش در ۱۹۹۴) کماکان از طریق برپاکردن یادبودهای زندگی ابدی در سراسر کشور دیده می‌شود. هر یک از این بناهای یادبود به رهبر بزرگ اختصاص داده شده‌است. از مردم انتظار می‌رود که در سالگرد تولد یا مرگ او به این یادبودها ادای احترام بکنند. اخیراً در کره شمالی فرقه شخصیت کیم جونگ ایل بر روی پسر او کیم جونگ اون بسط داده شده‌است.
رومانی
نیکلای چائوشسکو رئیس‌جمهوری رومانی در خلال سال‌های جنگ سرد با الهام از فرقه شخصیت کیم ایل سونگ در کره شمالی، نافذترین فرقه شخصیت را در کشورهای بلوک شرق ایجاد کرد. این موضوع با سخنرانی او موسوم به تزهای ژوئیه در سال ۱۹۷۱ شروع شد. با این سخنرانی فرایند لیبرال شدن دهه ۱۹۶۰ معکوس شد به گونه‌ای که یک ایدئولوژی ملی‌گرایانه سخت‌گیرانه را بر کشور تحمیل کرد. در ابتدا فرقه شخصیت فقط بر چائوشسکو متمرکز بود اما در اوایل دهه ۱۹۸۰ النا همسر او هم در مرکز تمرکز فرقه قرار گرفت به این صورت که ادعا می‌شد که او موفقیت‌های علمی کسب کرده‌است در حالی که اینچنین نبود. این فرقه شخصیت تا سرنگونی رژیم در سال ۱۹۸۹ تداوم داشت.
اتحاد جماهیر شوروی

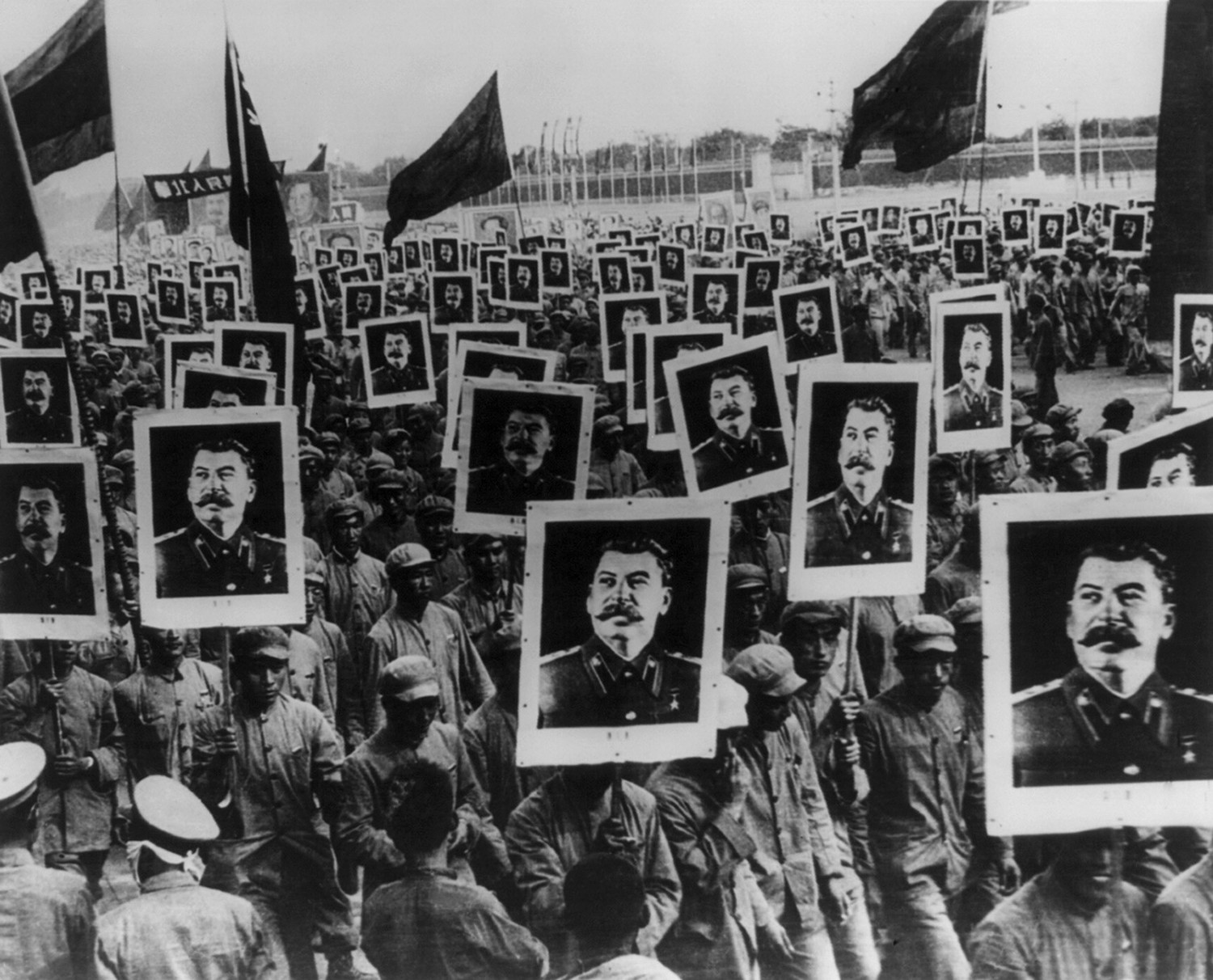
کمونیست‌های چین هفتادمین سالگرد تولد استالین را جشن می‌گیرند.

در بیستمین کنگره حزب، نیکیتا خروشچف سخنرانی محرمانه مارکس را یادآوری کرد که در سال ۱۹۵۶ و در خلال یک سخنرانی محرمانه بیان کرده بود و در آن فرقه شخصیت استالین را به انتقاد گرفته بود.
رفقا، فرقه شخصی فقط به خاطر خود استالین به گستردگی کنونی‌اش رسیده‌است. او برای این کار از همه روش‌های اقناع استفاده کرده‌است تا بر جاه و جلال شخصی خودش بیفزاید … یکی از شاخص‌ترین کارهای استالین در تکریم خودش که نشان دهنده حداقل علائم تواضع است زندگی‌نامه خلاصه اوست که در سال ۱۹۴۸ منتشر شده‌است.
این کتاب نمونه‌ای از تملق فساد‌آمیز است، نمونه‌ای از تبدیل کردن یک انسان به خدا، از تبدیل خودش به یک خردمند عاری از خطا، به بهترین و بزرگ‌ترین رهبر، عالی‌ترین استراتژیست برای همه زمان‌ها و همه مردم. در نهایت غیر از عباراتی که استالین را به ملکوت بالا می‌برند چیزی در این کتاب پیدا نمی‌شود. در اینجا لازم نیست که ما دربارهٔ چاپلوسی نفرت‌انگیزی که این کتاب لبریز از آن است صحبت کنیم. تنها چیزی که ما باید در نظر داشته باشیم این است که همه این‌ها توسط استالین شخصاً تأیید شده‌است و برخی از موارد را هم خود او به شکل دست‌نویس در نسخه پیش‌نویس کتاب اضافه کرده‌است. برخی از نویسندگان (برای نمونه الکساندر زینوویف) استنتاج کرده‌اند که دوران حکومت لئونید برژنف واجد ویژگی‌های یک فرقه شخصیت است، هرچند که برژنف بر خلاف استالین برنامه‌های آزار و اذیت مخالفان را در حجم انبوه دنبال نکرد. یکی از ابعاد فرقه شخصیت برژنف وسواس او دربارهٔ القاب، جایزه‌های دریافت شده و دکوراسیون، انباشتن این دکوراسیون‌ها با مدال‌ها، دستورها و مانند این موارد بود. مردم بیشتر این موضوع را به سخره می‌گرفتند و این رفتار برژنف منجر به خلق بسیاری لطیفه‌های سیاسی گردید.
سوریه

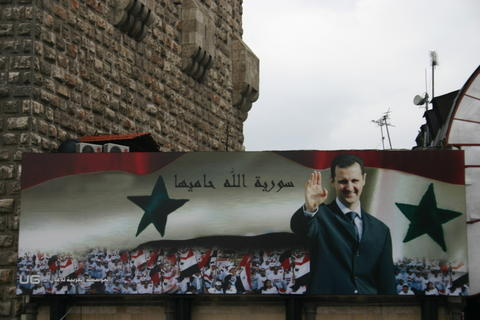
بیلبورد با تصویر بشار اسد و این نوشته که «خدا سوریه را حفظ می‌کند.» نصب شده بر دیوار قدیمی شهر دمشق در ۲۰۰۶

حافظ اسد به عنوان یکی از استراتژی‌هایش در این راستا که قدرت را در سوریه در دست داشته باشد با استفاده از امکانات دولتی یک فرقه شخصیت را ایجاد کرد تصاویر او که بیشتر او را در حال انجام اقدامات قهرمانانه نشان می‌داد، در همه مکان‌های عمومی قرار داده می‌شد. او تعداد بیشماری از مکان‌ها و موسسات را در سوریه به افتخار خودش و برخی از اعضای خانواده‌اش نامگذاری کرد. به بچه‌ها در مدارس آموزش داده می‌شد که اشعار متملقانه‌ای دربارهٔ حافظ اسد بخوانند. معلم‌ها می‌بایستی هر درس را با سرود رهبر جاودانه ما، حافظ اسد آغاز کنند. در برخی موارد او تصویری خدایی از خودش ارائه می‌کرد. در کنده کاری‌ها و نقاشی‌ها او در کنار محمد پیامبر اسلام نشان داده می‌شد. پس از مرگش دولت پرتره‌هایی از مادر او را تولید کرد در حالی که هاله‌ای از نور او را دربر گرفته بود. به مقامات سوری گفته شده بود که او را به عنوان فرد مقدس یاد کنند. در فرقه شخصیتی که او ایجاد کرد، از او به عنوان یک فرد با بصیرت و متواضع یاد می‌شد که صرفاً رهبر کشور است. استراتژی ایجاد فرقه شخصیت بعدها توسط پسر حافظ اسد و رئیس‌جمهوری کنونی بشار اسد دنبال شد.
عراق
فرقه شخصیت صدام حسین که جامعه عراق را دربر گرفته بود یکی از علائم تحکیم قدرت او بود. او به افتخار خودش هزاران پرتره، پوستر، مجسمه و یادبود خود را در سراسر عراق برافراشته بود. چهره او بر دیوارهای ساختمان‌های اداری، مدارس، فرودگاه‌ها، مغازه‌ها و همچنین پول عراق دیده می‌شد. فرقه شخصیت صدام منعکس‌کننده تلاش‌های او بود برای این که از جذبه‌های مختلف موجود در جامعه عراقی استفاده کند. او با لباس سنتی روستایی بدوی‌ها (که در اصل او در دوران کودکی‌اش می‌پوشید) و حتی لباس کردی ظاهر می‌شد. اما همچنین او کت و شلوار غربی که اختصاصاً توسط خیاطش برای او دوخته می‌شد هم می‌پوشید تا از خودش تصویر یک رهبر موقر و مدرن را به نمایش بگذارد. گاهی اوقات او خودش را به عنوان یک مسلمان معتقد نشان می‌داد در حالی که عمامه و عبا پوشیده بود و رو به قبله نماز می‌خواند. صدام همچنین دو انتخابات نمایشی نیز در سال‌های ۱۹۹۵ و ۲۰۰۲ اجرا کرد. در رفراندومی که در ۱۵ اکتبر ۱۹۹۵ برگزار شد، او مدعی شد که ۹۶/۹۹ درصد آرا را کسب کرده‌است با درصد مشارکت ۴۷/۹۹ درصد، با کسب فقط ۳۰۵۲ رأی منفی از بین ۴/۸ میلیون رای‌دهنده. در رفراندوم پانزدهم اکتبر ۲۰۰۲، او رسماً صد درصد آرا را با درصد مشارکت صد درصد کسب کرد به‌طوری‌که روز بعد کمیته انتخابات اعلام کرد که همه یازده میلیون و چهارصد و چهل و پنج هزار و ششصد و سی و هشت نفر واجدان شرایط به ریاست جمهوری او رأی بله داده‌اند. او برای خودش مجسمه‌هایی در سراسر کشور درست کرد. این مجسمه‌ها پس از سقوط صدام توسط عراقی‌ها به پایین کشیده شد.
ایران
تصاویر رهبر کنونی (سید علی خامنه‌ای) و رهبر پیشین (روح‌الله خمینی) ایران در خیابان‌ها، ادارات، مدارس و دانشگاه‌ها دیده می‌شود. از آیت‌الله خامنه‌ای در صدا و سیما، رسانه‌ها و وبسایت‌ها با عناوینی چون «رهبر فرزانه»، «حضرت آقا»، «رهبر مسلمین جهان» یاد می‌شود.
به او مجموعه‌ای از معجزات و توانایی‌های فوق بشری نسبت داده می‌شود. برای نمونه سید محمد سعیدی امام جمعه قم معتقد است که او در زمان تولد «یاعلی» گفته‌است:
قابله توی اتاق داشت زمینهٔ تولد این فرزند جدید (علی خامنه‌ای) رو فراهم می‌کرد، می‌گفت یه مرتبه صدای قابله بلند شد که علی نگهدارت باشه، این تعبیری، گفت ما درو باز کردیم اومدیم تو، گفتیم چی شد؟ گفت که این آقا، یعنی مقام معظم رهبری وقتی می‌خواست از بدن مادر خارج بشه گفت یا علی… مردم رهبر شما کسی است که با ورودش یا علی گفت و در طول زندگی یا علی گفت و تو حزب‌اللهی باید تا ابد پشت سر این رهبر یا علی بگویی.
وی به عنوان خورشیدی معرفی می‌شود که دارای خیر و برکات است.
در ایران و در اجتماعات مذهبی-سیاسی مرسوم است که پس از گفته شدن نام علی خامنه‌ای صلوات فرستاده شود.

## فرقه‌های مخرب

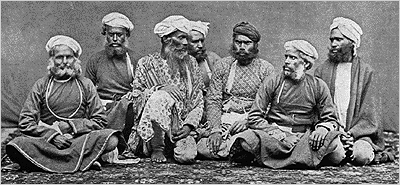
گروه توگی فرقه‌ای مخرب بود که پیش از سرکوب شدن توسط انگلیسی‌ها در دهه ۱۸۳۰، به مدت حداقل پانصد سال در هند فعال بود.

به‌طور کلی منظور از عبارت فرقه مخرب گروه‌هایی هستند که اعضایشان به شکل عامدانه اقدام به زخمی‌کردن یا قتل اعضای گروه خود یا افراد دیگر کرده باشند. مشاوران انتاریو برای مدارای دینی استفاده از اصطلاح فرقه مخرب را منحصراً محدود به آن دسته از گروه‌های مذهبی می‌کند که یا باعث مرگ کسی شده‌اند یا مسئول مرگ کسی هستند، خواه این شخص از اعضای گروهشان باشد، خواه از عموم مردم بوده باشد.
مایکل لانگون روان‌شناس و مدیر اجرایی انجمن بین‌المللی مطالعات فرقه‌ای، فرقه مخرب را به عنوان گروهی تعریف می‌کند که به میزان زیادی اقدام به دستکاری ذهن می‌کنند که منجر به سوءاستفاده از اعضا می‌شود و گاه باعث ایجاد صدمات فیزیکی یا روانی به آنها می‌شود. جان گوردون کلارک از سیستم‌های حکومتی تمامیت‌خواه با تأکید بر پول‌سازی به عنوان ویژگی‌های یک فرقه مخرب یاد می‌کند. مؤلفان کتاب فرقه‌ها و فرقه‌هااز شاپیرو یاد می‌کنند. شاپیرو فرقه‌گرایی تخریبی را به عنوان یک سندروم یاد می‌کند. بر پایه دیدگاه بنجامین زابلوکی استاد جامعه‌شناسی دانشگاه روتگرز فرق مخرب پتانسیل بالایی دارند که از اعضای خود سوءاستفاده کنند. او مدعی است که بخشی از این اتفاق به دلیل چاپلوسی اعضا نسبت به رهبران کاریزماتیک است که در واقع در فاسد شدن این رهبران به دلیل قدرت نقش بازی می‌کنند. زابلوکی فرقه را سازمانی ایدئولوژیک می‌داند که از طریق روابط کاریزماتیک و انتظار وفاداری مطلق در کنار هم باقی می‌مانند. بر پایه دیدگاه نظر بارت مرسوم‌ترین اتهامی که علیه فرقه‌ها ایراد می‌شود سوءاستفاده جنسی است. کرینبوگ معتقد است که برخی از گروه‌ها خطرناک هستند چرا که به اعضای خود توصیه می‌کنند که از معالجات دارویی معمول استفاده نکنند.
انتقادات به اصطلاح «فرقه مخرب»
برخی پژوهشگران استفاده از اصطلاح فرقه مخرب انتقاد کرده‌اند با این استدلال که از این اصطلاح به این منظور استفاده می‌شود تا گروه‌هایی را معرفی کنند که لزوماً در طبیعت خود برای اعضای خود یا دیگران صدمه زننده نیستند. جان ای سالیبا در کتاب خود به نام شناخت جنبش‌های نوپدید دینی می‌نویسد که این اصطلاح بیش از اندازه عمومی شده‌است. از نگاه سالیبا گروه معبد مردم نمونه‌ای از یک فرقه مخرب است در حالی که آن کسانی که این عبارت را مورد استفاده قرار می‌دهند معتقدند که دیگر جنبش‌های نوپدید دینی رفتارهای مشابهی دارند. ژولیوس اچ رابین در کتاب سؤ تفاهم دربارهٔ فرقه‌ها، جستجویی بی‌طرفانه در یک حوزه مناقشه برانگیزادعا می‌کند که از این اصطلاح به این منظور استفاده می‌شود تا برخی گروه‌ها را در افکار عمومی بی‌اعتبار کنند. لوم ال داوسون در کتاب فرقه‌ها در زمینه می‌نویسد که هرچند کلیسای اتحاد نشان داده‌است که اهل خشونت نیستند با این حال صلیبی‌های ضد فرقه آنها را فرقه می‌دانند. در سال ۲۰۰۲ دولت آلمان توسط دادگاه قانون اساسی آلمان متهم به این شد که با فرقه نامیدن جنبش اشو و برخی اقدامات دیگر وجهه این جنبش را تخریب کرده‌است.
فرقه‌های مخرب و تروریسم
روان‌پزشک پیتر ای اولسون در کتاب جهاد و انتقام مقدس، جریانات پنهان روانی در تاریخ اسامه بن لادن را با برخی رهبران شاخص فرقه‌ها مانند جیم جونز، دیوید کورش، شوکو آساهارا، مارشال اپل وایت، لوک جورت و جوزف دی مابرو مقایسه می‌کند و می‌گوید که هر کدام از این افراد حداقل هشت مورد از نه ویژگی اختلال شخصیت خودشیفتگی را دارا می‌باشند. گولدبرگ و کرسپو نیز در کتاب در جستجوی زندگی مهربانانه، بحران اخلاقی برای روان‌درمانی و جامعه از اسامه بن لادن به عنوان رهبر یک فرقه مخرب یاد می‌کنند.

استیون حسن در سال ۲۰۰۲ و در یکی از جلسات انجمن روان‌شناسی آمریکا گفت که القاعده واجد ویژگی‌های یک فرقه مخرب است. او همچنین گفت،
«ما بایستی آنچه را که دربارهٔ فرقه‌های مخرب کنترل ذهن می‌دانیم به کار بگیریم، و این بایستی در مبارزه با تروریسم در اولویت قرار بگیرد. ما بایستی که زوایای روانشناختی این موضوع را بفهمیم که چگونه مردم به استخدام این فرقه‌ها در می‌آیند و دیدگاه‌های فرقه‌ای را می‌پذیرند تا بتوانیم روند جذب شدن افراد را کاهش دهیم. ما بایستی به اعضای سابق فرقه‌ها کمک کنیم و در صورت امکان از آن‌ها در جنگ با تروریسم کمک بگیریم.»
ماری آن سیگارت در مقاله‌ای که در مجله تایمز منتشر شد با ذکر این که «القاعده مطابق تمام تعریف‌های یک فرقه است. این گروه نظام فکری اعضای خود را تغییر می‌دهد، یک جامعه بسته اقتدارگرا ایجاد می‌کند، یک رهبر خودانتصابی کاریزماتیک دارد، و معتقد است که هدف وسیله را توجیه می‌کند.» نوشت که القاعده یادآور یک فرقه کلاسیک است. چارلز کلارک و جان رید وزرای سابق و کنونی کشور انگلستان نیز مقایسه مشابهی انجام دادند و گفتند که «متعصبان به دنبال نگهداری کردن و شستشوی مغزی کردن بچه‌ها هستند مانند بچه‌های شما، تا از آنها برای عملیات انتحاری استفاده کنند. از آنها پرستاری می‌کنند تا با کشتن خودشان، دیگران را نیز به کام مرگ بکشانند.» از جنبش چریک‌های راه درخشان که در دهه‌های ۱۹۸۰ و ۱۹۹۰ در پرو فعالیت می‌کرد به روش‌های گوناگون به عنوان یک فرقه و یک فرقه شدیداً دچار به کیش شخصیت یاد شده‌است. ببرهای تامیل هم به همین عنوان شناخته شده‌اند. از سازمان مجاهدین خلق ایران هم که جنبشی چریکی متمایل به چپ مستقر در عراق هستند نیز به عنوان یک فرقه سیاسی و همچنین جنبشی که از اعضایش سوءاستفاده می‌کند یاد شده‌است، هر چند در این خصوص اختلاف نظرهای جدی وجود دارد. عضو سابق مجاهدین خلق ایران مسعود بنی صدر که در حال حاضر نویسنده و پژوهشگر است در سخنرانی که در می ۲۰۰۵ در اسپانیا ایراد کرد، گفت،
اگر از من بپرسید که آیا همه فرقه‌ها سازمان‌های تروریستی هستند، جواب من خیر خواهد بود چرا که چه در حال حاضر و چه در طول تاریخ بشریت در سطح جهان بسیاری فرقه‌های مسالمت‌آمیز و صلح طلب وجود داشته و دارند. اما اگر از من بپرسید که آیا همه سازمان‌های تروریستی به نوعی فرقه هستند، جواب من بله خواهد بود. حتی اگر این سازمان‌ها در ابتدا احزاب یا سازمان‌های مدرن سیاسی باشند، از این رو که بایستی اعضای خود را برای عمل بدون ملاحظات اخلاقی، اقدام بدون چشمداشت برای گروه، چشم پوشی از همه نرم‌های قومی، فرهنگی و مذهبی جامعه یا انسانی و مواردی از این دست آماده کنند، چنین سازمان‌هایی چاره‌ای ندارند الا این که به یک فرقه تبدیل شوند. از این روست که برای فهم یک سازمان افراطی یا تروریست ضروری است که فرقه‌ها را بشناسیم.

## سیاست دولت

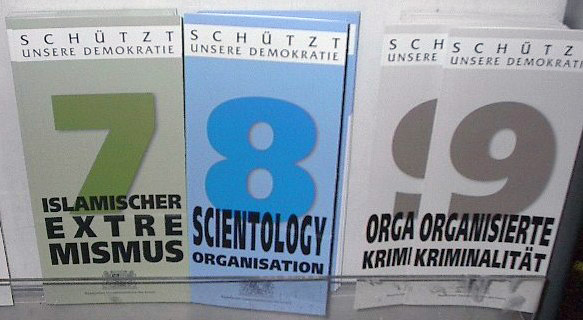
برگه‌های رسمی دولت آلمان در هشدار علیه افراطی‌گرایی اسلامی، ساینتولوژی و جنایات سازمان‌یافته.

در سال‌های دهه ۱۹۷۰ جنبه علمی تئوری مغزشویی به موضوعی مرکزی در پرونده‌های دادگاه‌ها در ایالات متحده تبدیل شد. در این دادگاه‌ها از این تئوری برای توجیه کردن برنامه زدایی ذهنی اعضای فرقه‌ها استفاده می‌شد. هم‌زمان جامعه‌شناسان منتقد این تئوری‌ها به هواداران آزادی دینی پیوستند تا به جنبش‌های نوپدید دینی در دادگاه‌ها مشروعیت ببخشند. در حالی که واکنش رسمی جنبش‌های نوپدید دینی در سراسر جهان با هم ترکیب شده‌است، برخی از دولت‌ها هم با منتقدین این گروه‌ها متحد شده‌اند تا در سیاست‌های عمومی خود تمایزی بین دین‌های مشروع، دین‌های خطرناک و فرقه‌های نامطلوب قایل شوند. فرانسه و بلژیک این سیاست را انتخاب کرده‌اند که تئوری‌های شستشوی مغزی را می‌پذیرند در حالی که دیگر کشورهای اروپایی، مانند سوئد و ایتالیا، نسبت به شستشوی مغزی محتاطند و پاسخ‌های خنثی‌تری را نسبت به ادیان جدید انتخاب کرده‌اند. 
پژوهشگران معتقدند که هیاهوهای پس از کشتارهای جمعی و خودکشی‌های اعضای معبد آفتاب رخ داد و همچنین رشد فعالیت‌های زیرزمینی بیگانه ستیزی و دیدگاه‌های ضد آمریکایی به میزان زیادی در افراطی‌گری ضد فرقه‌ای در اروپا دخیل بوده‌اند. در طی قرون متمادی دولت‌ها در چین برخی ادیان را به نام ژی‌جیائو (邪教) طبقه‌بندی کرده‌اند که گاه به صورت «فرقه شیطانی» ترجمه شده‌اند. اما این واژه را می‌توان به صورت دقیق‌تری به شکل «تعالیم مخالف اعتقادات عمومی ترجمه کرد. قرار دادن یک دین در طبقه‌بندی ژی‌جیائو لزوماً به این معنا نبود که تعالیم یک دین غلط یا نامعتبر پنداشته می‌شد، بلکه این برچسب بیشتر به آن دسته از گروه‌های دینی چسبانده می‌شد که مورد تأیید دولت نبودند، یا آن که به عنوان چالشی برای مشروعیت حکومت محسوب می‌شدند. در چین امروزی واژه ژی‌جیائو کماکان برای اشاره به آن دسته از تعالیمی استفاده می‌شود که مورد تأیید دولت نیست و این گروه‌ها با سرکوب و مجازات حکومت مواجه می‌شوند. در چین وزارت امنیت عمومی فهرستی از ۱۴ گروه جداگانه را تهیه کرده‌است که ژی‌جیائو محسوب می‌شوند. بعلاوه در سال ۱۹۹۹ مقامات چین تجربیات معنوی فالون گونگ را به عنوان تعالیم مرتدانه اعلام کرد و شروع به مبارزه با آن به منظور محدود کردنش نمود. بر اساس اعلام سازمان عفو بین‌الملل، بدرفتاری با فالون گونگ مواردی چون، تبلیغات رسانه‌ای چند وجهی، برنامه‌ای اجباری برای تغییر ایدئولوژی و تعلیم و تربیت مجدد، و همچنین طیفی از اقدامات مانند دستگیری توأم با اکراه، کار اجباری، شکنجه فیزیکی گاهی منجر به مرگ را شامل می‌شود. حکومت چین تلاش کرده‌است تا برخوردهایش با فالون گونگ را با بهره گرفتن از زبانی که جنبش‌های ضد فرقه‌ای غربی استفاده می‌کنند انجام دهد اما پژوهشگران غربی که این گروه را می‌شناسند می‌گویند که فالون گنگ با تعریف یک فرقه همخوانی ندارد.
حکومت ایران نیز از سال‌های اولیه شکل‌گیری خود بر گروه‌های گوناگونی عنوان «فرقه» را اطلاق کرده‌است. برخی از این گروه‌ها مخالفان سیاسی حکومت ایران هستند و برخی دیگر جریاناتی هستند که گرایشات دینی دارند که از برجسته‌ترین آنها می‌توان به دیانت بهایی، جریان تصوف و هواداران سید حسین طباطبایی بروجردی اشاره کرد. اطلاق عنوان فرقه بر این گروه‌ها بیشتر تأکید بر «انحرافی» بودن آنها از نظر حکومت و ایدئولوژی رسمی آن بود.
از سال ۱۳۸۵ و به‌طور مشخص در خلال برخورد با پیمان فتاحی، پای پژوهش‌های دانشمندان غربی در حوزه فرقه‌ها نیز به بخشی از روندی باز شد که در آن تلاش می‌شد فعالیت‌های وی به عنوان فعالیت‌هایی فرقه‌ای مطابق با یافته‌های دانشمندان غربی معرفی شود. سپس این رویکرد حکومت ایران در اطلاق عنوان «فرقه» بر جریانات معناگرا شامل گروه‌های دیگری نیز شد که از معروفترین این گروه‌ها می‌توان به عرفان حلقه (پیروان محمد علی طاهری) اشاره کرد. همچنین بسیاری از جریانات معناگرای با ریشه‌های هندی، سرخپوستی، آمریکایی و مشابه آنها که در داخل ایران فعال بودند نیز به همین شکل متهم به راه‌اندازی فرقه شدند و فعالیت‌های آنها متوقف شد. وقایع پس از انتخابات ۱۳۸۸ نقشی محوری در تغییر نگرش حکومت ایران به این جریانات داشت. از این پس جریانات معناگرا بخشی از توطئه دشمن برای ضربه زدن به اسلام و ایران محسوب شدند. این نگرش به صراحت به بیان علی خامنه‌ای درآمد. او در سخنرانی ۲۷ مهر ۱۳۸۹ برای مردم قم گفت،
ماجرای سلمان رشدی، برخی فیلم‌های ضد دینی غربی، کاریکاتورهای موهن و قرآن سوزی از جمله تلاشهای ناکام دشمنان دین اسلام است ضمن اینکه در داخل کشور هم، دنباله روهای آنان با اشاعه بی بند و باری، اباحی گری، عرفانهای کاذب و حرکات مشابه درصدد سست کردن عقاید دینی مردم به ویژه نسل جوان هستند.
نقش این سخنرانی در برخورد با جریانات معناگرا به اندازه‌ای بود که فرج سرکوهی این سخنرانی سیدعلی خامنه‌ای را «فرمان حمله او به عرفان» می‌داند. این سخنرانی عبارت «عرفان‌های کاذب» را وارد ادبیات سیاسی، امنیتی، مذهبی افراد گوناگون در ساختار قدرت ایران کرد و از آن پس برخورد با جریانات معناگرا زیر این عنوان صورت گرفت. جامعه‌شناسانی که منتقد این شکل منفی از سیاسی شدن واژه فرقه هستند معتقدند که این کار ممکن است که بر آزادی‌های دینی اعضای گروه تأثیر نامطلوب بگذارد. در سال‌های دهه ۱۹۸۰ روحانیون و مقامات دولتی فرانسه هشدار دادند که برخی از گروه‌های معتقد به کلیسای کاتولیک به شکلی منفی تحت تأثیر قوانین ضد فرقه‌ای قرار گرفته بودند که در آن زمان جاری بود. به‌کارگیری برچسب فرقه در مدارک دولتی برای جنبش‌های دینی، کاربرد عمومی و منفی این واژه در زبان انگلیسی و برابرهای ترجمه شده آن را در بسیاری از زبان‌های اروپایی را برجسته می‌سازد. در حالی که در این مدارک دولتی از لغات مشابهی برای این منظور استفاده می‌شود با این حال لزوماً نه گروه‌های مشابهی را شامل می‌شوند و نه ارزیابی‌هایشان از این گروه‌ها بر اساس ویژگی‌های واحدی صورت می‌گیرد. دیگر دولت‌ها و اعضای جامعه جهانی نیز این گروه‌ها را به نام جنبش‌های نوپدید دینی می‌شناسند و از واژه فرقه برای اشاره به آنها استفاده نمی‌کنند.